# Congregazione di San Giovanni Battista Precursore

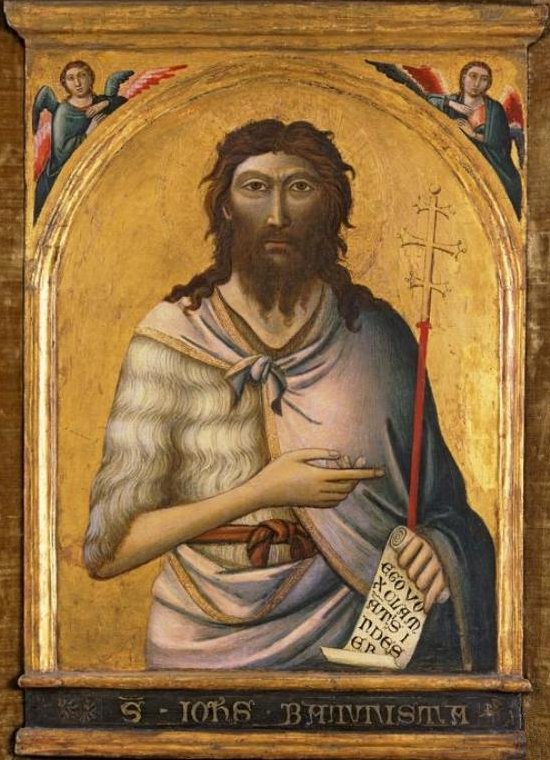
San Giovanni Battista: dipinto di Jacopo del Casentino

La Congregazione di San Giovanni Battista Precursore (in latino Congregatio Sancti Iohannis Baptistae Praecursoris) è un istituto religioso maschile di diritto pontificio. I membri di questa congregazione clericale pospongono al loro nome la sigla C.S.I.B.P.

## Storia
La congregazione nacque a Roma nel 1958 per ispirazione di Antonietta Capelli (1896-1974) e ha ricevuto il pontificio decreto di lode dalla Santa Sede il 24 giugno (festa della natività del Battista) del 1959. Su mandato di papa Giovanni XXIII, il primo superiore generale dell'istituto fu il cardinale Arcadio María Larraona.

## Finalità e diffusione
Lo scopo dell'istituto è il sostegno ai sacerdoti diocesani: la sede generalizia è a Roma, al Largo Spartaco.
Al 31 dicembre 2005 la congregazione contava 12 case e 58 religiosi, 33 dei quali sacerdoti.